# Göran Rosenberg

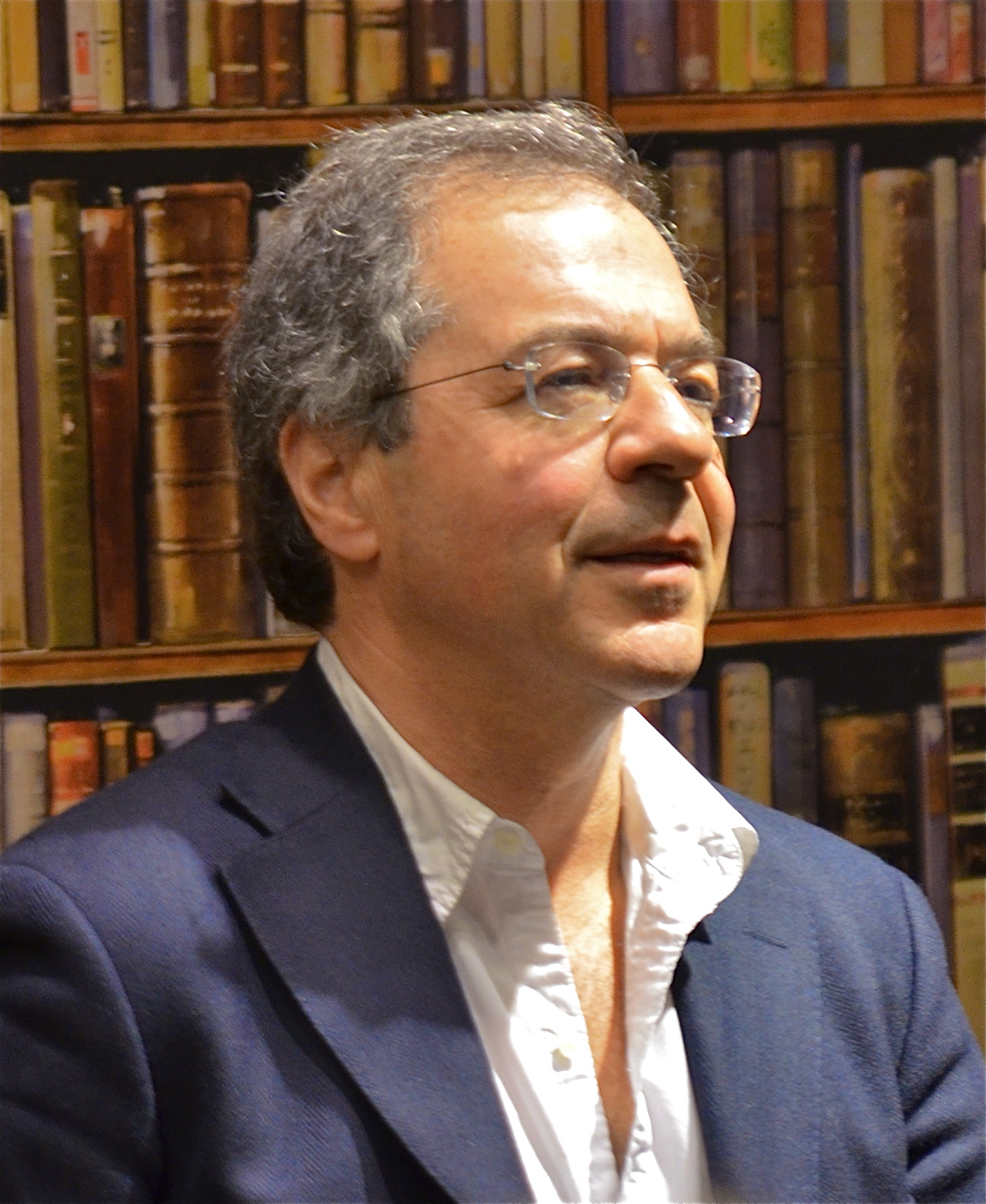
Göran Rosenberg (2012)

Göran Jakob Rosenberg (geboren 11. Oktober 1948 in Södertälje) ist ein schwedischer Journalist und Autor.

## Leben
Göran Rosenbergs Eltern David und Hala Rosenberg sind jüdische Holocaustüberlebende, die aus dem polnischen Łódź stammen und nach ihrer Befreiung nach Schweden auswanderten. Rosenberg studierte an der Universität Stockholm Mathematik, Philosophie und Staatswissenschaft und besuchte danach von 1968 bis 1970 die Hochschule für Journalismus.
Rosenberg arbeitete als Journalist, Reporter und Dokumentarfilmer für Sveriges Radio und Sveriges Television, für TV2 ging er 1985 für vier Jahre als Reporter nach Washington, D.C. Von 1990 bis 1999 gab er eine eigene Zeitschrift, Moderna Tider, heraus. Im Jahr 1991 erschien sein erstes Buch Friare kan ingen vara: den amerikanska idén från revolution till Reagan. Zwischen 1991 und 2011 war er Kolumnist bei der Zeitung Dagens Nyheter. In den Jahren 2004 und 2008 realisierte er zwei Reisereportagen über die USA für den Fernsehkanal TV4.
Rosenberg erhielt verschiedene Journalistenpreise und Stipendien. Für den Dokumentarfilm Den svarta staden med det vita huset erhielt er 1990 beim Festival de Télévision de Monte-Carlo den Preis Nymphe d’Or und für Goethe och Ghetto im Jahre 1996 beim „Golden Prague International Television Festival“ den Czech Crystal. Die Universität Göteborg verlieh ihm im Jahr 2000 einen Ehrendoktor. 2012 erhielt er für die Biografie Ett kort uppehåll på vägen från Auschwitz („Ein kurzer Aufenthalt auf dem Weg von Auschwitz“) den August-Preis. In der Erzählung geht er dem Leben seines Vaters nach, der Häftling im Ghetto Litzmannstadt und im KZ Auschwitz war, als Zwangsarbeiter des LKW-Herstellers Büssing in Braunschweig inhaftiert war und im KZ Wöbbelin befreit wurde. Der Vater beging unter der Last des Überlebenden-Syndroms und unter den Schikanen des bundesrepublikanischen Wiedergutmachungssystems 1960 Suizid.
Rosenberg war mit der Theaterpädagogin Annika Isaksson verheiratet, die Schauspielerin Vanna Rosenberg (* 1973) ist seine Tochter.

## Werke (Auswahl)
- Friare kan ingen vara: den amerikanska idén från revolution till Reagan. Norstedts, Stockholm 1991.
- Medborgaren som försvann. Brombergs, Stockholm 1993.
- Da Capo al Fine. Moderna tiders förlag, Stockholm 1994.
- Det förlorade landet: en personlig historia. Bonniers, Stockholm 1996.
  - Das verlorene Land : Israel – eine persönliche Geschichte. Aus dem Schwed. von Jörg Scherzer. Jüdischer Verlag, Frankfurt am Main 1998.
- Tankar om journalistik. Stockholm Prisma 2000.
- Plikten, profiten och konsten att vara människa. Essays. Bonniers, Stockholm 2004.
- Utan facit. Bonniers, Falun 2006.
- Ett kort uppehåll på vägen från Auschwitz. Bonnier Pocket, Stockholm 2013.
  - Ein kurzer Aufenthalt. Aus dem Schwed. von Jörg Scherzer. Rowohlt, Berlin 2013.